# Quan hệ Hoa Kỳ – Liên Xô

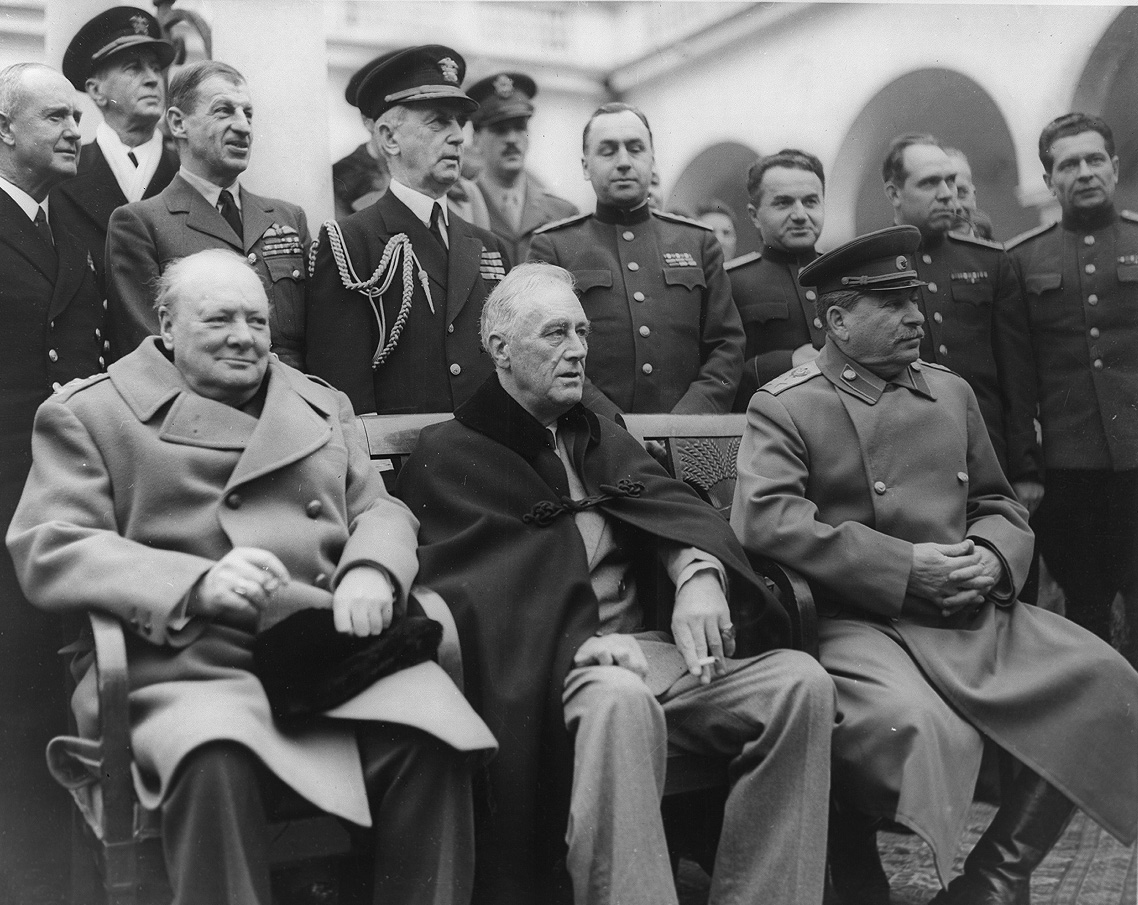
Thủ tướng Anh Winston Churchill, Tổng thống Hoa Kỳ Franklin D. Roosevelt, và Lãnh tụ Xô viết Joseph Stalin ở Yalta, Krym, Liên Xô vào tháng 2 năm 1945

Quan hệ giữa Hợp chúng quốc Hoa Kỳ và Liên bang Cộng hòa Xã hội chủ nghĩa Xô viết (1922–1991) kế thừa mối quan hệ trước đó từ năm 1776 tới 1917 và diễn ra trước mối quan hệ hiện nay bắt đầu từ năm 1992. Quan hệ ngoại giao đầy đủ giữa hai nước được thiết lập muộn vào năm 1933 do sự thù địch lẫn nhau. Trong Chiến tranh thế giới thứ hai, hai nước trở thành đồng minh trong một thời gian ngắn. Về cuối cuộc chiến, những dấu hiệu đầu tiên về sự mất lòng tin và thù địch giữa hai nước sau chiến tranh bắt đầu xuất hiện, sau đó leo thang thành cuộc Chiến tranh Lạnh; một thời kỳ mối quan hệ giữa hai bên mang tính chất thù địch, căng thẳng, xen lẫn những khoảng hòa hoãn.

## So sánh giữa hai nước
| Tên thường gọi                            | Liên Xô | Hoa Kỳ |
| Tên chính thức                            | Liên bang Cộng hòa Xã hội chủ nghĩa Xô viết | Hợp chúng quốc Hoa Kỳ |
| ----------------------------------------- | --- | --- |
| Quốc huy                                  | | |
| Quốc kỳ                                   | Liên Xô | Hoa Kỳ |
| Diện tích                                 | 22.402.200 km² (8.649.538 sq mi) | 9.526.468 km² (3.794.101 sq mi) |
| Dân số                                    | 290.938.469 (1990) | 248.709.873 (1990) |
| Mật độ dân số                             | 6,4/sq km (16,6/sq mi) | 34/sq km (85,5/sq mi) |
| Thủ đô                                    | Moskva | Washington, D.C. |
| Vùng đô thị lớn nhất                      | Moskva | Thành phố New York |
| Chính phủ                                 | Liên bang cộng hòa xã hội chủ nghĩa một đảng Marx–Lenin | Liên bang cộng hòa lập hiến hai đảng tổng thống chế |
| Đảng phái chính trị                       | Đảng Cộng sản Liên Xô | Đảng Dân chủ Đảng Cộng hòa |
| Ngôn ngữ thông dụng nhất                  | Tiếng Nga | Tiếng Anh |
| Đơn vị tiền tệ                            | Rúp Xô viết | Đôla Mỹ |
| GDP (nominal)                             | 2,659 nghìn tỷ USD (~9.896 USD bình quân đầu người) | 5,79 nghìn tỷ USD (~24.000 USD bình quân đầu người) |
| Cơ quan tình báo                          | Ủy ban An ninh Quốc gia (KGB) | Cơ quan Tình báo Trung ương |
| Ngân sách quốc phòng                      | ~218 tỷ USD (1990) | ~625 tỷ USD (1990) |
| Quy mô lục quân                           | Quân đội Xô viết - 18,180 xe tăng (1989) | Quân đội Hoa Kỳ - 5,000 xe tăng (1989) |
| Quy mô hải quân                           | Hải quân Xô viết (1990) - 63 tàu ngầm tên lửa đạn đạo - 72 tàu ngầm tên lửa tuần tra - 64 tàu ngầm tấn công hạt nhân - 65 tàu ngầm tấn công thường - 9 tàu ngầm hỗ trợ - 6 tàu sân bay - 4 tàu chiến-tuần dương - 26 tàu tuần dương - 52 tàu khu trục - 33 tàu frigate - 200 tàu corvette - 35 tàu đổ bộ - 425 tàu tuần tra nhỏ | Hải quân Hoa Kỳ (1990) - 33 tàu ngầm tên lửa đạn đạo - 93 tàu ngầm tấn công - 13 tàu sân bay - 4 thiết giáp hạm - 4 kỳ hạm - 22 tàu rải mìn - 6 tàu tuần tra - 43 tàu tuần dương - 57 tàu khu trục - 99 tàu frigate - 59 tàu đổ bộ - 137 tàu hỗ trợ |
| Quy mô không quân                         | Không quân Xô viết (1990) - 435 máy bay ném bom - 5665 máy bay tiềm kích - 1015 máy bay trinh sát - 84 máy bay tiếp dầu - 620 máy bay vận tải | Không quân Hoa Kỳ (1990) - 327 máy bay ném bom - 4155 máy bay tiềm kích - 533 máy bay trinh sát - 618 máy bay tiếp dầu - 1295 máy bay vận tải |
| Đầu đạn hạt nhân (tổng)                   | 32,980 (1990) | 21,392 (1990) |
| Liên minh kinh tế                         | Hội đồng Tương trợ Kinh tế | Tổ chức Hợp tác và Phát triển Kinh tế |
| Liên minh quân sự                         | Khối Warszawa | NATO |
| Các nước đồng minh trong Chiến tranh Lạnh | Các nước Cộng hòa Xô viết tại Liên Hợp Quốc: - Byelorussia - Ukraina Các nước Cộng hòa Xã hội chủ nghĩa Xô viết khác: - Armenia - Azerbaijan - Estonia - Gruzia - Karelia (tới 1956) - Kazakhstan - Kirghizia - Latvia - Litva - Moldavia - LBCHXHCNXV Nga - Tajikistan - Turkmenia - Uzbekistan Khối Warszawa: - Albania (tới 1968) - Bulgaria - Tiệp Khắc - Đông Đức - Hungary - Ba Lan - România Các đồng minh khác: - Afghanistan (1978–1991) - Algérie - Angola - Bangladesh (1972–1975) - Benin - Burkina Faso - Miến Điện - Cabo Verde - Trung Quốc (1949–1961) - Congo - Cuba (từ 1959) - Ai Cập (tới 1973) - Ethiopia (1974–1987) - CHDCND Ethiopia (1987–1991) - Pháp (theo NATO, part-time ally) - Ghana - Grenada (1979–1983) - Guinée - Guiné-Bissau - Ấn Độ - Indonesia (tới 1965) - Cộng hòa Iraq (1958–1968) - Iraq (1968–1990) - CHND Campuchia (1979–1989) - CHDCND Triều Tiên - Lào (từ 1975) - CHẢR Libya (1969–1977) - Libya (từ 1977) - Madagascar - Mali - Mông Cổ - Mozambique - Nicaragua (từ 1979) - Palestine (từ 1988) - São Tomé và Príncipe - Seychelles - Somalia (tới 1977) - Syria - Việt Nam (VNDCCH tới 1976) - Nam Yemen - Nam Tư (tới 1948) | NATO: - Bỉ - Canada - Đan Mạch - Pháp - Tây Đức - Hy Lạp - Iceland - Ý - Luxembourg - Hà Lan - Na Uy - Bồ Đào Nha - Tây Ban Nha - Thổ Nhĩ Kỳ - Anh Quốc Các đồng minh khác: - Argentina - Úc - Bahrain - Belarus (lưu vong) - Botswana - Brasil - Chile - Trung Quốc (1978–1989) - Colombia - Cuba (tới 1959) - Síp - Ecuador - Ai Cập (từ 1974) - Estonia (lưu vong) - Ethiopia (tới 1974) - Ấn Độ (tới 1971, part-time ally) - Indonesia (từ 1966) - Iran (tới 1979) - Vương quốc Iraq (tới 1958) - Iraq (1979–1990, part-time ally) - Israel - Nhật Bản - Jordan - Kampuchea Dân chủ (lưu vong) - Kenya - Khmer (1970–1975) - Hàn Quốc - Kuwait - Lào (tới 1975) - Latvia (lưu vong) - Liberia - Libya (tới 1969) - Lithuania (lưu vong) - Mã Lai (tới 1963) - Malaysia (từ 1963) - México - Maroc - New Zealand - Nicaragua (tới 1979) - Oman - Pakistan - Panamá - Paraguay - Perú - Philippines - Ba Lan (lưu vong) - Qatar - România (theo Khối Warzsawa, part-time ally) - Ả Rập Xê Út - Singapore - Somalia (từ 1978) - Nam Phi - Đài Loan (Trung Quốc tới 1949) - Thái Lan - Ukraina (lưu vong) - Các Tiểu vương quốc Ả Rập Thống nhất - Uruguay - Việt Nam Cộng hòa (1955–1975) - Bắc Yemen - Nam Tư (sau 1948, part-time ally) - Zaire |

Các nhà lãnh đạo của Liên Xô và Hoa Kỳ từ 1917 tới 1991.

## Quan hệ trước Thế chiến II

### 1917–1932

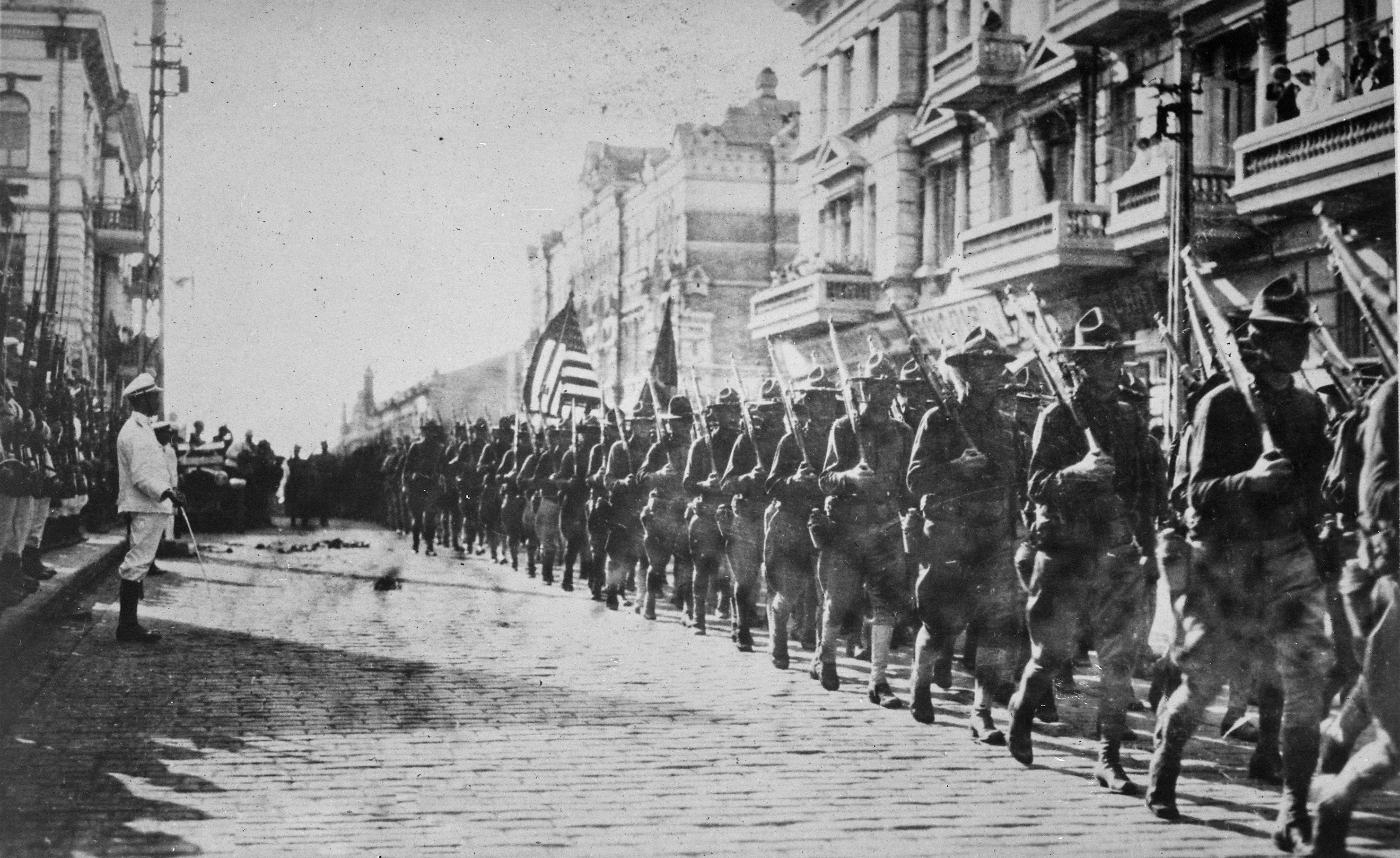
Quân Mỹ tại Vladivostok sau khi Đồng minh can thiệp vào cuộc Nội chiến Nga, tháng 8 năm 1918

Năm 1921, sau khi phe Bolshevik nắm quyền kiểm soát nước Nga, giành chiến thắng trong cuộc Nội chiến, tiêu diệt hoàng tộc, từ chối trả khoản nợ thời Sa hoàng, và kêu gọi một cuộc cách mạng giai cấp lao động trên toàn thế giới, Nga trở thành một quốc gia bị cô lập.
Thái độ thù địch của Hoa Kỳ với chính quyền Bolshevik không phải chỉ để chống lại sự nổi lên của một cuộc cách mạng chống tư sản. Mỹ, do lo sợ quân Nhật tràn vào lãnh thổ do Nga kiểm soát và sự ủng hộ của họ với lực lượng quân Tiệp Khắc theo phe Đồng Minh, cử một lượng nhỏ lính tới miền Bắc Nga và Xibia. Sau khi Lenin lên nắm quyền trong cuộc Cách mạng Tháng Mười, ông rút nước Nga khỏi Chiến tranh thế giới thứ nhất, tạo cơ hội cho Đức tổ chức lại quân để đối mặt với lực lượng Đồng minh ở Mặt trận phía Tây.
Nỗ lực của Hoa Kỳ nhằm cản trở chính quyền Bolshevik có ít những sự can thiệp quân sự trực tiếp hơn so với hàng loạt hình thức hỗ trợ của họ với các nhóm phản đối Bolshevik, đặc biệt là với lực lượng Bạch vệ. Hỗ trợ chủ yếu là các nhu yếu phẩm và lương thực. Tổng thống Woodrow Wilson khi đó đang phải đối mặt với nhiều vấn đề và ông không muốn can thiệp quá sâu vào nước Nga do lo sợ dư luận Nga và ông tin rằng nhiều người Nga không tham gia vào Hồng Quân, với hy vọng cuộc cách mạng sẽ dần đi theo hướng dân chủ hơn. Một cuộc xâm lược quy mô lớn sẽ khiến người Nga đoàn kết hơn và tạo ra hình ảnh nước Mỹ như một quốc gia bành trướng xâm lược.
Ngoài cuộc Nội chiến Nga, quan hệ hai nước cũng bị cản trở do nhiều đề nghị đòi bồi thường của các công ty Mỹ sau khi các khoản đầu tư của họ tại Nga bị quốc hữu hóa.
Những người đứng đầu chính sách ngoại giao Mỹ kiên quyết cho rằng Liên Xô là một mối đe dọa tới những giá trị của nước Mỹ. Bộ trưởng Ngoại giao Charles Evans Hughes từ chối việc công nhận Liên Xô, khẳng định với những người đứng đầu công đoàn rằng: "những người đang kiểm soát Moskva chưa từ bỏ ý định phá hoại các chính quyền đang tồn tại ở mọi nơi mà họ có thể trên khắp thế giới."  Bộ trưởng Ngoại giao Franck Kellogg cảnh báo rằng tổ chức quốc tế của Kremlin, "Quốc tế Cộng sản" đang ráo riết lên kế hoạch lật đổ các quốc gia khác, bao gồm cả Hoa Kỳ, nhằm "phá hoại trật tự sẵn có". Trong nội bộ Bộ Ngoại giao, tới năm 1924, Cục Phụ trách các vấn đề Đông Âu bị chi phối bởi Robert F. Kelley, một người mang tư tưởng thù địch rất mạnh mẽ với chủ nghĩa cộng sản; ông là người đào tạo ra thế hệ các chuyên gia trong đó có George Kennan và Charles Bohlen. Kelley tin rằng Kremlin đã lên kế hoạch kêu gọi công nhân khắp thế giới nổi dậy chống lại chủ nghĩa tư bản.
Trong lúc đó, Anh và các quốc gia châu Âu khác nối lại quan hệ với Moskva, đặc biệt là trong lĩnh vực thương mại, mặc dù các nước này vẫn nghi ngờ về một cuộc lật đổ của những người cộng sản và tức giận trước việc Kremlin từ chối trả các khoản nợ trước đó. Bên ngoài Washington, một số người Mỹ ủng hộ nối lại các mối quan hệ, đặc biệt trong lĩnh vực công nghệ. Henry Ford, người cho rằng thương mại quốc tế là cách tốt nhất để tránh các cuộc giao tranh, đã sử dụng thương hiệu Ford của mình để xây dựng một ngành công nghiệp xe tải giới thiệu những chiếc máy kéo tại Nga. Kiến trúc sư Albert Kahn trở thành người tư vấn cho tất cả các công trình xây dựng công nghiệp tại Liên Xô năm 1930. Một vài trí thức cảnh tả cũng thể hiện sự quan tâm của mình. Sau năm 1930, một số nhà hoạt động đã trở thành thành viên hoặc đồng tình với đường lối của Đảng Cộng sản tại Hoa Kỳ, và kêu gọi ủng hộ Liên Xô. Các tổ chức công đoàn tại Mỹ chia làm hai nhóm: trong khi Liên đoàn Lao động Mỹ (American Federation of Labor - AFL) trở thành một thành trì chống cộng, thì các thành phần cánh tả vào cuối thập niên 1930 đã thành lập Liên hiệp các Tổ chức Công nghiệp (Congress of Industrial Organizations - CIO). Những người cộng sản đã đóng vai trò quan trọng trong CIO cho tới khi tất cả họ bị thanh trừng trong khoảng thời gian 1946-47, và các tổ chức lao động về sau đi theo quan điểm chống Xô viết mạnh mẽ.

### Công nhận năm 1933

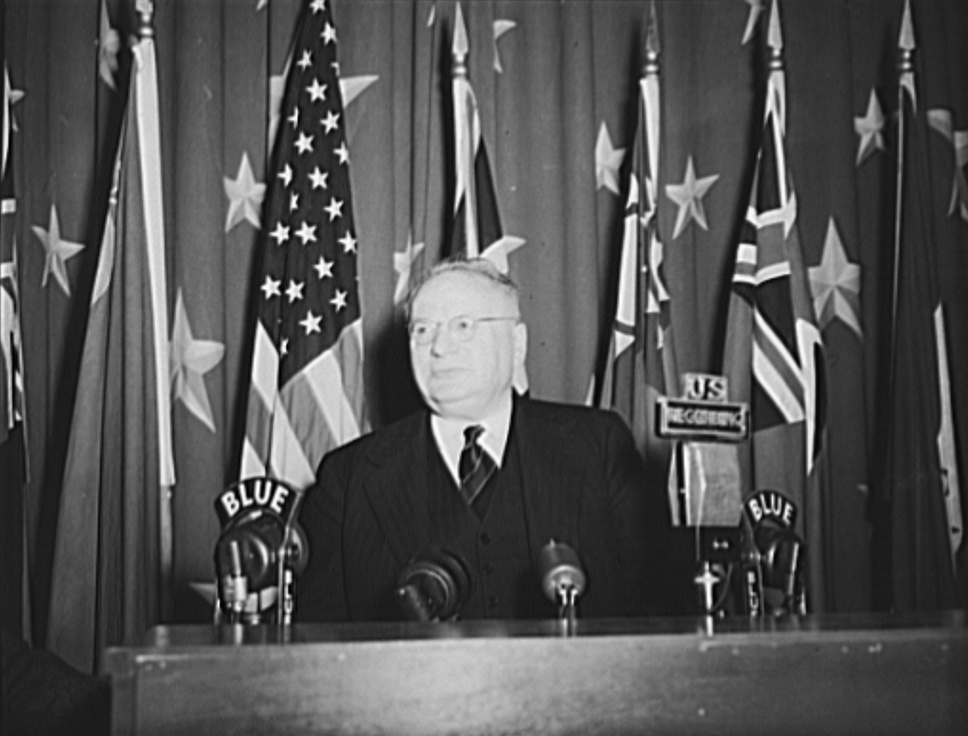
Maxim Litvinov, Ngoại trưởng Xô viết (1930–1939) và Đại sứ Liên Xô tại Hoa Kỳ (1941–1943)

Tới năm 1933, những nỗi sợ cũ về mối đe dọa cộng sản đã tan dần, và cộng đồng doanh nghiệp Mỹ, cùng với báo chí, đã kêu gọi công nhận ngoại giao với Liên Xô. Cộng đồng doanh nghiệp mong muốn được giao thương quy mô lớn với Liên Xô. Chính phủ Hoa Kỳ mong muốn được nhận lại đôi chút từ những khoản cho vay cũ thời Sa hoàng, và cam kết không hỗ trợ cho các phong trào lật đổ trong nước. Tổng thống Franklin D. Roosevelt là người mở đầu, với sự hỗ trợ từ người bạn thân của mình, cố vấn Henry Morgenthau, Jr. và chuyên gia về Nga William Bullitt, bỏ qua Bộ Ngoại giao. Roosevelt thực hiện một cuộc khảo sát ý kiến công chúng, khi đó được tiến hành bằng cách hỏi 1100 biên tập viên báo chí; 63% ủng hộ việc công nhận Liên Xô và 27% phản đối. Roosevelt gặp riêng với các nhà lãnh đạo Công giáo để thuyết phục họ. Ông mời Ngoại trưởng Maxim Litvinov tới Washington để tham dự một loạt các cuộc họp cấp cao vào tháng 11 năm 1933. Ông và Roosevelt đồng thuận về các vấn đề tự do tôn giáo cho người Mỹ làm việc tại Liên Xô. Phía Liên Xô cam kết không can thiệp vào công việc nội bộ của Mỹ, và đảm bảo không có tổ chức nào tại Liên Xô đang hoạt động nhằm phá hoại Hoa Kỳ hay lật đổ chính quyền Hoa Kỳ. Cả hai bên đồng ý hoãn vấn đề nợ sang một thời điểm khác. Roosevelt sau đó công bố một thỏa thuận nhằm bình thường hóa quan hệ trở lại. Bước đi này nhận được một vài phản hồi tiêu cực.
Tuy vậy, vấn đề nợ cũ không có tiến triển, và ít có những sự trao đổi bổ sung. Hai nhà sử học Justus D. Doenecke và Mark A. Stoler cho rằng: "Hai quốc gia sớm vỡ mộng về thỏa thuận đạt được." Nhiều doanh nhân Mỹ mong đợi nhiều hơn về vấn đề thương mại quy mô lớn, nhưng điều này đã không được thực hiện.
Roosevelt bổ nhiệm William Bullitt làm đại sứ từ 1933 tới 1936. Bullitt tới Moskva với những tham vọng lớn cho quan hệ Xô–Mỹ, nhưng quan điểm của ông với sự lãnh đạo của chính quyền Xô viết trở nên xấu đi. Tới cuối nhiệm kỳ của mình, Bullitt công khai thể hiện thái độ thù địch với chính quyền Xô viết. Ông trở thành một nhà chống cộng đầy thẳng thắn trong suốt quãng đời còn lại.

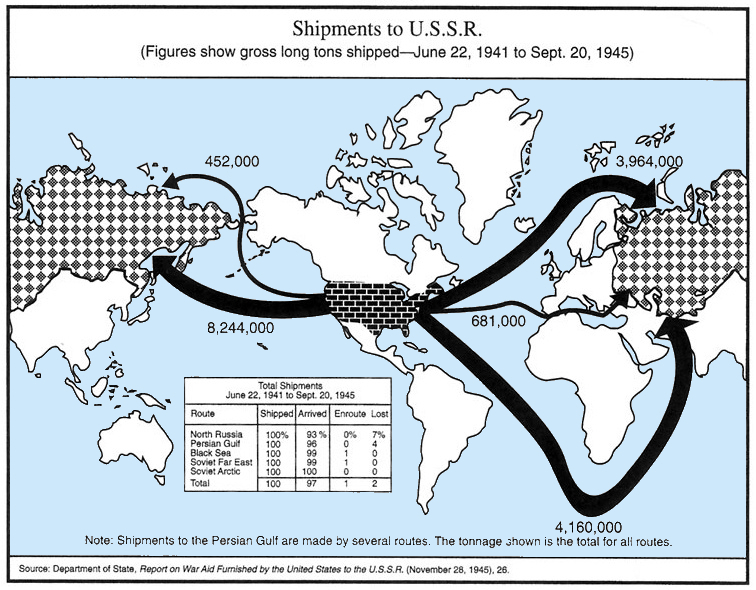

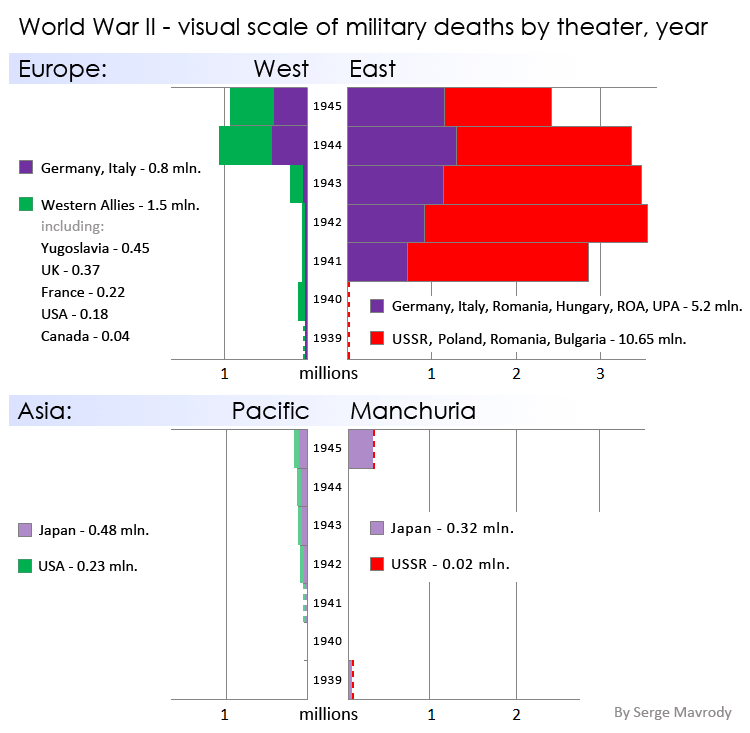
Thương vong quân sự trong Thế chiến II ở châu Âu và châu Á theo khu vực, năm

## Thế Chiến II (1939–45)
Trước khi Đức quyết định xâm lược Liên Xô vào tháng 6 năm 1941, mối quan hệ Xô–Mỹ vẫn còn căng thẳng, do những nguyên nhân như cuộc xâm lược của Liên Xô vào Phần Lan, Hiệp ước Molotov–Ribbentrop, Liên Xô chiếm đóng các nước Baltic và việc Đức cùng Liên Xô tấn công Ba Lan, khiến cho Liên Xô bị khai trừ khỏi Hội Quốc liên. Trước cuộc xâm lược năm 1941, Liên Xô tham gia ký kết một Hiệp ước Hỗ trợ Lẫn nhau với Anh Quốc, và nhận viện trợ từ chương trình Lend-Lease của Mỹ, làm dịu căng thẳng Xô–Mỹ, và đưa những kẻ thù trước đây gần nhau để cùng chống lại Đức Quốc xã và phe Trục.
Mặc dù các hoạt động hợp tác giữa Hoa Kỳ và Liên Xô là ít hơn đáng kể so với các nước thuộc khối Đồng Minh khác, Hoa Kỳ vẫn cung cấp cho Liên Xô một số lượng lớn vũ khí, tàu chiến, máy bay, toa xe, tư liệu chiến lược và lương thực thông qua chương trình Lend-Lease. The Americans and the Soviets were as much for war with Germany as for the expansion of an ideological sphere of influence. Trong cuộc chiến, Tổng thống Truman đã nói rằng ông không quan tâm lính Đức hay lính Nga chết, miễn là một trong hai bên thua trận.

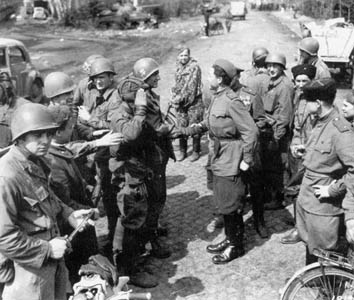
Quân Xô viết và Mỹ gặp nhau vào tháng 4 năm 1945, phía đông dòng Sông Elbe.

Hiệp hội Văn hóa Mỹ Nga (tiếng Nga: Американо–русская культурная ассоциация) được thành lập tại Hoa Kỳ vào năm 1942 nhằm thúc đẩy trao đổi văn hóa giữa Liên Xô và Hoa Kỳ, với chức danh chủ tịch danh dự được trao cho Nicholas Roerich. Bản báo cáo thường niên đầu tiên của tổ chức được đưa ra một năm sau. Tổ chức đã không còn hoạt động lâu sau khi Nicholas Roerich mất năm 1947.
Tính tổng cộng, Hoa Kỳ thông qua Lend-Lease đã cung cấp cho Liên Xô khoản vật chất tương đương 11 tỷ USD: hơn 400.000 xe jeep và xe tải; 12.000 xe bọc thép (bao gồm 7.000 xe tăng, khoảng 1.386 trong số đó thuộc dòng M3 Lees và 4.102 là M4 Shermans); 11.400 máy bay (4.719 trong số đó thuộc dòng Bell P-39 Airacobra) và 1,75 triệu tấn lương thực.
Xấp xỉ khoảng 17,5 triệu tấn thiết bị quân sự, phương tiện di chuyển, vật tư công nghiệp và lương thực đã được chuyển từ phương Tây tới Liên Xô, 94% trong đó tới từ Hoa Kỳ. Để so sánh, đã có tổng cộng 22 triệu tấn hàng được vận chuyển tới châu Âu để cung cấp cho quân đội Mỹ từ tháng 1 năm 1942 tới tháng 5 năm 1945. Số hàng được Mỹ vận chuyển tới Liên Xô thông qua Hành lang Ba Tư được cho là đủ, theo tiêu chuẩn của Quân đội Hoa Kỳ, để duy trì cho 60 sư đoàn chiến đấu.
Từ ngày 1 tháng 10 năm 1941 tới ngày 31 tháng 5 năm 1945, Hoa Kỳ đã đem tới Liên Xô lượng hàng hóa như sau: 427.284 xe tải, 13.303 phương tiện chiến đấu, 35.170 xe máy, 2.328 phương tiện phục vụ quân giới, 2.670.371 tấn nhiên liệu (xăng và dầu) hay 57,8% số nhiên liệu hàng không octan cao, 4.478.116 tấn lương thực (thịt đóng hộp, đường, bột mì, muối, v.v.), 1.911 đầu máy hơi, 66 đầu máy diesel, 9.920 toa xe trần, 1.000 xe lật, 120 toa xe chở dầu và 35 phương tiện máy móc hạng nặng. Lượng quân giới được cung cấp (đạn dược, pháo, mìn, các vật liệu nổ) chiếm 53% tổng sản phẩm quốc nội. Tiêu biểu nhất là một nhà máy chế tạo lốp được vận chuyển toàn bộ từ Nhà máy River Rouge của công ty Ford sang tận Liên Xô. Giá trị của số hàng và dịch vụ được cung cấp vào năm 1947 là khoảng 11 tỷ USD.
Bản ghi nhớ của Harry Hopkins, Trợ lý Đặc biệt của Tổng thống, Washington, D.C., 10 tháng 8 năm 1943:
Trong Chiến tranh thế giới thứ hai, Nga đóng vai trò quan trọng và là nhân tố quyết định cho sự thất bại của phe Trục ở châu Âu. Trong khi ở Sicily, lực lượng Anh Quốc và Hoa Kỳ đang đối mặt với 2 sư đoàn của Đức, mặt trận Nga đang chịu sự chú ý của khoảng 200 sư đoàn Đức. Bất cứ khi nào Đồng Minh mở một mặt trận thứ hai tại châu lục này, nơi đó sẽ luôn là mặt trận phụ thứ hai sau Nga; mặt trận tại Nga sẽ luôn là nỗ lực chính. Không có Nga trong cuộc chiến, phe Trục không thể bị đánh bại tại châu Âu, và vai trò của Liên Hợp Quốc sẽ trở nên bấp bênh. Tương tự như thế, vai trò hậu chiến của Nga tại châu Âu sẽ trở nên vượt trội. Khi Đức đã thất bại, sẽ không còn thế lực nào tại châu Âu để đối mặt với những lượng quân sự hùng hậu của Nga.

## Chiến tranh Lạnh (1947–91)
Kết thúc Thế chiến II là sự chia rẽ trở lại giữa hai quốc gia. Sự mở rộng ảnh hưởng của chủ nghĩa cộng sản tại Đông Âu sau thất bại của Đức khiến cho các nền kinh tế thị trường tự do ở phương Tây lo lắng, cụ thể là Hoa Kỳ, quốc gia đã thiết lập nên sự chi phối về mặt kinh tế và chính trị của mình tại Tây Âu. Hai quốc gia ủng hộ hai ý thức hệ chính trị và kinh tế trái ngược nhau và cạnh tranh sự ảnh hưởng quốc tế của mình trên những lĩnh vực này. Điều này đã làm kéo dài một cuộc đấu tranh kinh tế, ý thức hệ và địa chính trị—bắt đầu từ khi Học thuyết Truman được đưa ra vào ngày 12 tháng 3 năm 1947 tới tận khi Liên Xô tan rã vào ngày 26 tháng 12 năm 1991—được gọi là Chiến tranh Lạnh, một thời kỳ kéo dài gần 45 năm.
Liên Xô thử nghiệm vũ khí hạt nhân đầu tiên của nước này vào năm 1949, kết thúc thế độc nhất của Hoa Kỳ trong lĩnh vực vũ khí hạt nhân. Hoa Kỳ và Liên Xô tham gia vào một cuộc đua vũ trang kéo dài cho tới khi Liên Xô tan rã. Andrei Gromyko là Ngoại trưởng Liên Xô, và cũng là người giữ chức ngoại trưởng lâu nhất trên thế giới.

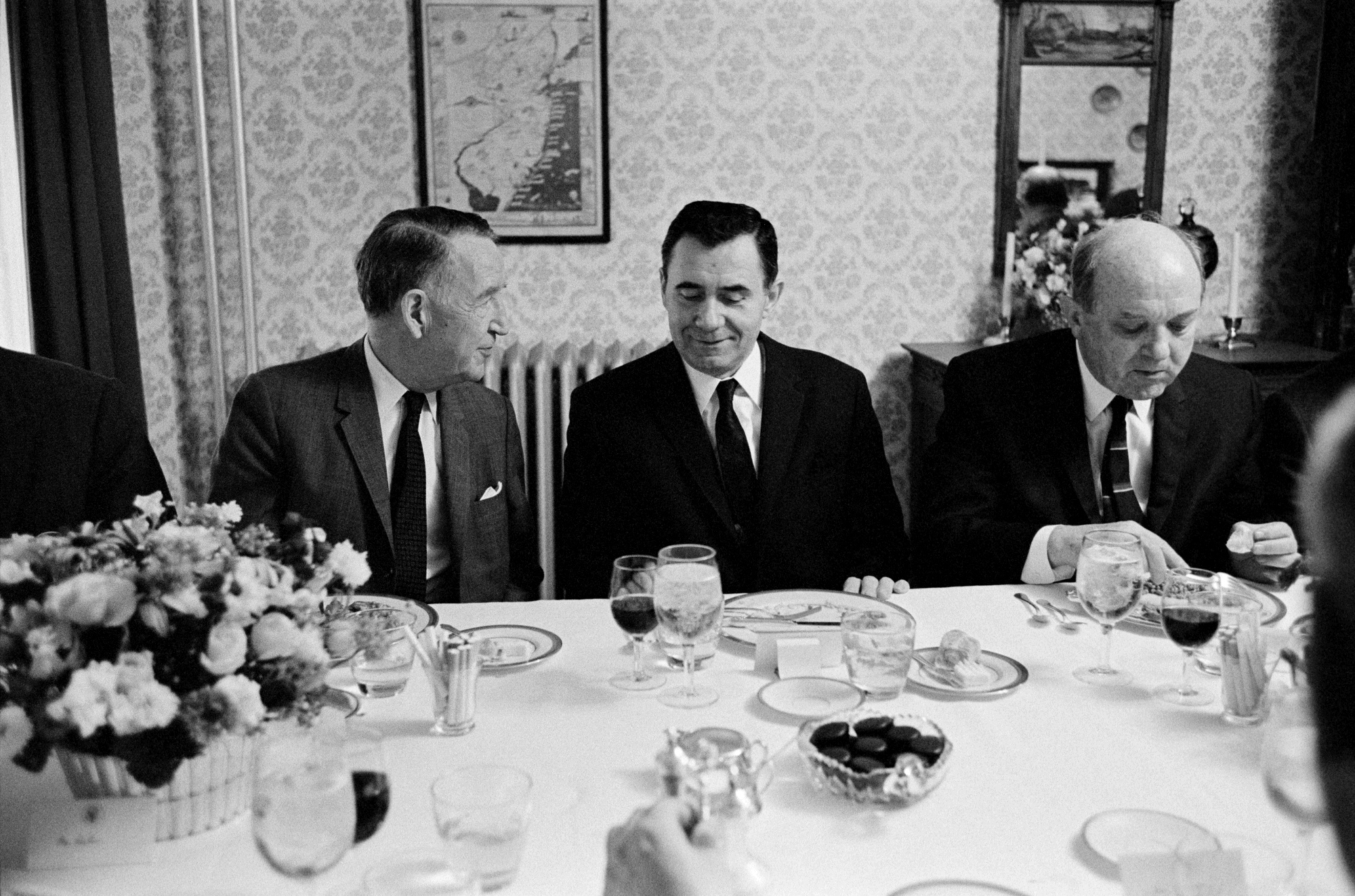
Từ trái qua phải: Llewellyn Thompson, Ngoại trưởng Liên Xô Andrei Gromyko, và Dean Rusk

Sau khi Đức thua trận, Hoa Kỳ muốn giúp đỡ về kinh tế cho các đồng minh Tây Âu bằng Kế hoạch Marshall. Hoa Kỳ cũng mở rộng Kế hoách Marshall cho Liên Xô, nhưng với những điều khoản như vậy, người Mỹ biết Liên Xô sẽ không bao giờ chấp nhận cái mà chính quyền Xô viết coi là một nền dân chủ của giai cấp tư sản, trái với những đặc trưng của chủ nghĩa cộng sản Stalin. Với tầm ảnh hưởng đang phát triển của mình ở Đông Âu, Liên Xô muốn chống lại điều này bằng việc thành lập Hội đồng Tương trợ Kinh tế vào năm 1949, về cơ bản cũng giống như Kế hoạch Marshall của Mỹ, mặc dù đây giống như một thỏa thuận hợp tác kinh tế hơn là một kế hoạch tái thiết rõ ràng. Hoa Kỳ và các đồng minh Tây Âu muốn thắt chặt mối quan hệ với nhau và cản trở Liên Xô. Nỗ lực tiêu biểu nhất là việc thành lập NATO, về cơ bản là một thỏa thuận quân sự. Liên Xô đáp trả bằng việc lập Khối Warszawa, với kết quả tương tự như Khối phía Đông.

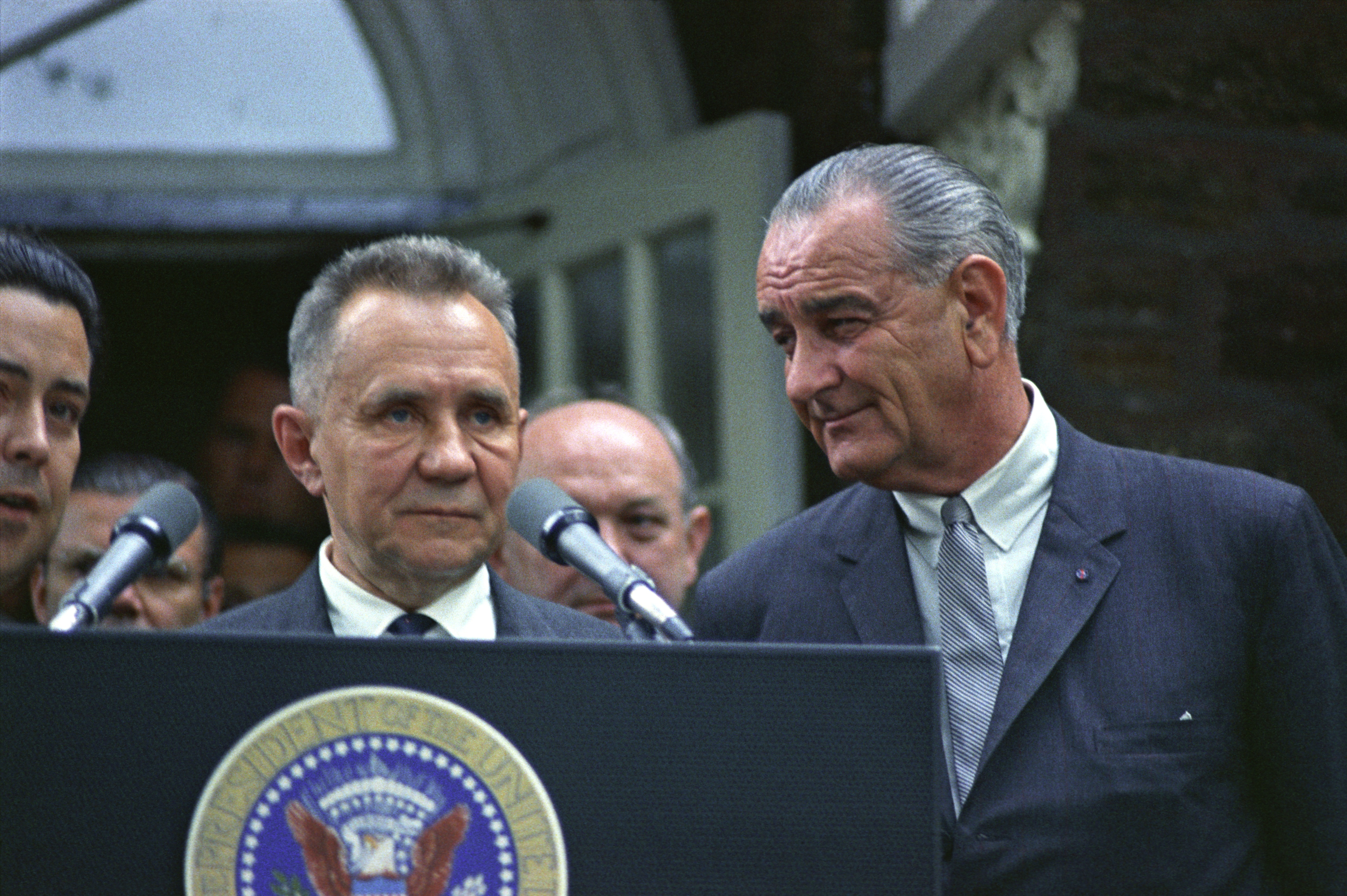
Chủ tịch Hội đồng Bộ trưởng Liên Xô Alexei Kosygin cùng với Tổng thống Hoa Kỳ Lyndon B. Johnson tại Hội nghị Thượng đỉnh Glassboro 1967.

### Nixon làm giảm bớt căng thẳng
Giai đoạn giảm căng thẳng bắt đầu vào năm 1969, là một yếu tố cốt lõi trong chính sách ngoại giao của Tổng thống Richard Nixon và cố vấn cấp cao Henry Kissinger. Họ muốn kết thúc chính sách ngăn chặn và đạt được mối quan hệ thân thiện hơn với Liên Xô và Trung Quốc. Hai nước này khi đó đang ở thế đối đầu và Nixon mong họ sẽ đi cùng với Washington để không cho đối thủ có được lợi thế. Một trong những điều kiện của Nixon là cả hai nước phải ngừng hỗ trợ cho miền Bắc Việt Nam trong cuộc Chiến tranh Việt Nam, và điều đó đã được thực hiện. Nixon và Kissinger muốn thúc đẩy đối thoại sâu rộng hơn với chính quyền Xô viết, trong đó có các cuộc họp thượng đỉnh định kỳ và đàm phán về vấn đề kiểm soát vũ khí cùng các thỏa thuận song phương khác. Brezhnev đã gặp gỡ Nixon tại các cuộc họp thượng đỉnh ở Moskva năm 1972, Washington năm 1973, và một lần nữa tại Moskva năm 1974. Cả hai người trở thành những người bạn. Trong tiếng Nga, giai đoạn này được gọi là разрядка (razryadka, nghĩa nôm na là "nới lỏng căng thẳng").
Thời kỳ này được đánh dấu qua các hiệp ước được hai bên ký kết như SALT I và Hiệp ước Helsinki. Một hiệp ước khác, START II, đã được hai bên thảo luận nhưng chưa từng được Hoa Kỳ phê chuẩn. Các nhà sử học vẫn đang tranh luận về thành công của thời kỳ giảm căng thẳng này tới nỗ lực nhằm đạt tới hòa bình.

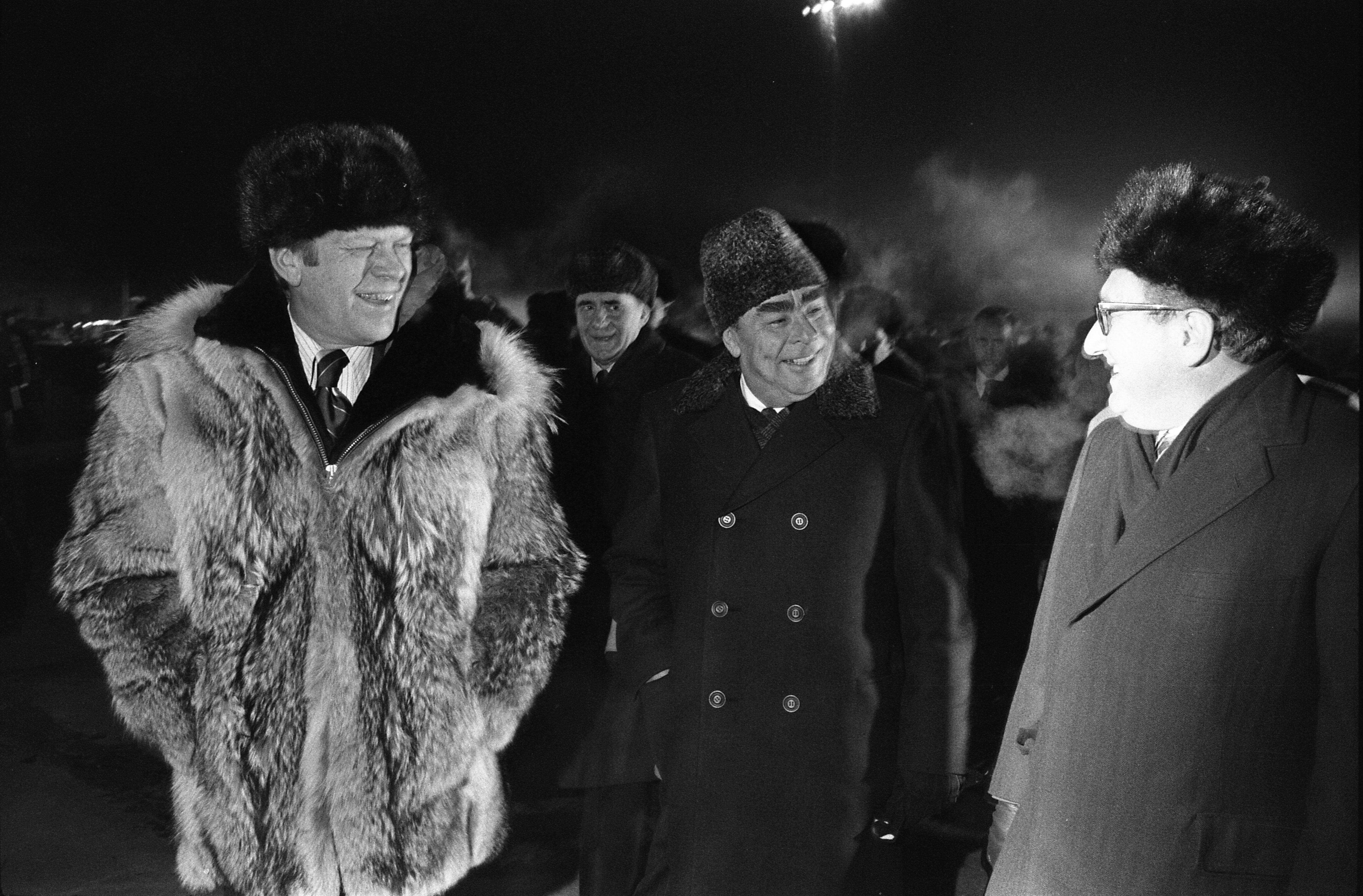
Tổng thống Gerald Ford, Tổng bí thư Leonid Brezhnev, và Henry Kissinger trò chuyện thân mật tại Hội nghị Thượng đỉnh Vladivostok năm 1974

Sau cuộc khủng hoảng tên lửa Cuba năm 1962, hai siêu cường đồng ý lập một đường dây nóng trực tiếp giữa Washington D.C. và Moskva (hay còn được gọi là điện thoại đỏ), cho phép nhà lãnh đạo hai nước có thể nhanh chóng liên hệ nhau khi khẩn cấp, đồng thời giảm khả năng những cuộc khủng hoảng tương tự có thể leo thang thành một cuộc chiến tranh toàn diện. The U.S./USSR détente was presented as an applied extension of that thinking. Hiệp ước SALT II vào cuối thập niên 1970 nối tiếp những thành công của cuộc đàm phán SALT I, đảm bảo cho sự cắt giảm vũ khí hơn nữa của cả Liên Xô và Hoa Kỳ. Hiệp ước Helsinki, mà trong đó Liên Xô cam kết các cuộc bầu cử tự do tại châu Âu, được gọi là sự nhượng bộ lớn của chính quyền Xô viết để đảm bảo hòa bình.
Thời kỳ hòa hoãn kết thúc sau khi sự can thiệp của Liên Xô tại Afghanistan, khiến cho Hoa Kỳ quyết định tẩy chay Thế vận hội 1980 tại Moskva. Việc Ronald Reagan được bầu làm tổng thống vào năm 1980, phần lớn dựa trên chiến dịch tranh cử phản đối chính sách hòa hoãn của ông, đánh dấu sự kết thúc thời kỳ hòa hoãn và căng thẳng Chiến tranh Lạnh trở lại. Trong buổi họp báo đầu tiên, Tổng thống Reagan nói: "Hòa hoãn là một con đường một chiều mà Liên Xô đã dùng để theo đuổi những mục đích của họ." Sau sự kiện này, quan hệ hai nước trở nên căng thẳng hơn do sự bất ổn tại Ba Lan, chấm dứt các cuộc đàm phán SALT II, và cuộc tập trận của NATO vào năm 1983 đã suýt chút nữa đưa hai siêu cường tới bờ vực chiến tranh hạt nhân.

## Chiến tranh Lạnh trở lại

### Afghanistan 1979
Thời kỳ hòa hoãn kết thúc khi Liên Xô xâm lược Afghanistan vào năm 1979. Hoa Kỳ, Pakistan và các đồng minh ủng hộ quân nổi dậy. Để trừng phạt Moskva, Hoa Kỳ đã rút khỏi Thế vận hội Moskva. Tổng thống Jimmy Carter áp đặt lệnh cấm vận lên sản phẩm lúa mì từ Mỹ. Điều này thực chất gây ra hậu quả xấu tới nông dân Mỹ hơn là tới nền kinh tế Xô viết, và Tổng thống Ronald Reagan phải nối lại giao thương vào năm 1981. Các quốc gia khác cũng bán các sản phẩm ngũ cốc của riêng mình cho Liên Xô, đồng thời nước này cũng có nguồn dự trữ lớn và sản lượng thu hoạch tốt.

### Reagan lên án "Đế quốc tà ác"

Ronald Reagan và Mikhail Gorbachev cùng các phu nhân ăn tối tại Đại sứ quán Liên Xô ở Washington, 9 tháng 12 năm 1987

Reagan làm căng thẳng thêm cuộc Chiến tranh Lạnh, thúc đẩy việc đảo ngược chính sách hòa hoãn đã được bắt đầu từ năm 1979 sau khi Liên Xô xâm lược Afghanistan. Reagan sợ rằng Liên Xô đã đạt lợi thế quân sự trước Hoa Kỳ, và chính quyền Reagan hy vọng việc tăng cường chi tiêu quốc phòng sẽ giúp quân đội Hoa Kỳ đạt thế dẫn đầu và làm suy yếu nền kinh tế Xô viết. Reagan ra lệnh mua sắm vũ khí quy mô lớn cho Quân đội Hoa Kỳ, trực tiếp cấp ngân sách tài trợ cho các dòng máy bay ném bom B-1 Lancer, B-2 Spirit, các tên lửa hành trình, tên lửa MX và kế hoạch 600 tàu cho Hải quân. Đáp trả việc Liên Xô triển khai tên lửa SS-20, Reagan chỉ đạo việc triển khai tên lửa Pershing của NATO tại Tây Đức. Ông cũng mạnh mẽ lên án Liên Xô và chủ nghĩa cộng sản, mô tả Liên Xô là một "đế quốc tà ác".

## Kết thúc Chiến tranh Lạnh
Tại Hội nghị Thượng đỉnh Malta vào tháng 12 năm 1989, cả hai nhà lãnh đạo Hoa Kỳ và Liên Xô tuyên bố kết thúc Chiến tranh Lạnh. Năm 1991, hai nước trở thành đối tác trong cuộc Chiến tranh vùng Vịnh chống lại Iraq, một đồng minh lâu năm của Liên Xô. Ngày 31 tháng 7 năm 1991, hiệp ước START I nhằm cắt giảm số đầu đạn hạt nhân được triển khai tại hai nước đã được ký kết bởi Tổng bí thư Mikhail Gorbachev và Tổng thống George Bush. Tuy nhiên, nhiều người coi Chiến tranh Lạnh chỉ thực sự kết thúc vào cuối năm 1991 với sự tan rã của Liên Xô.